# Carbonatos en Marte

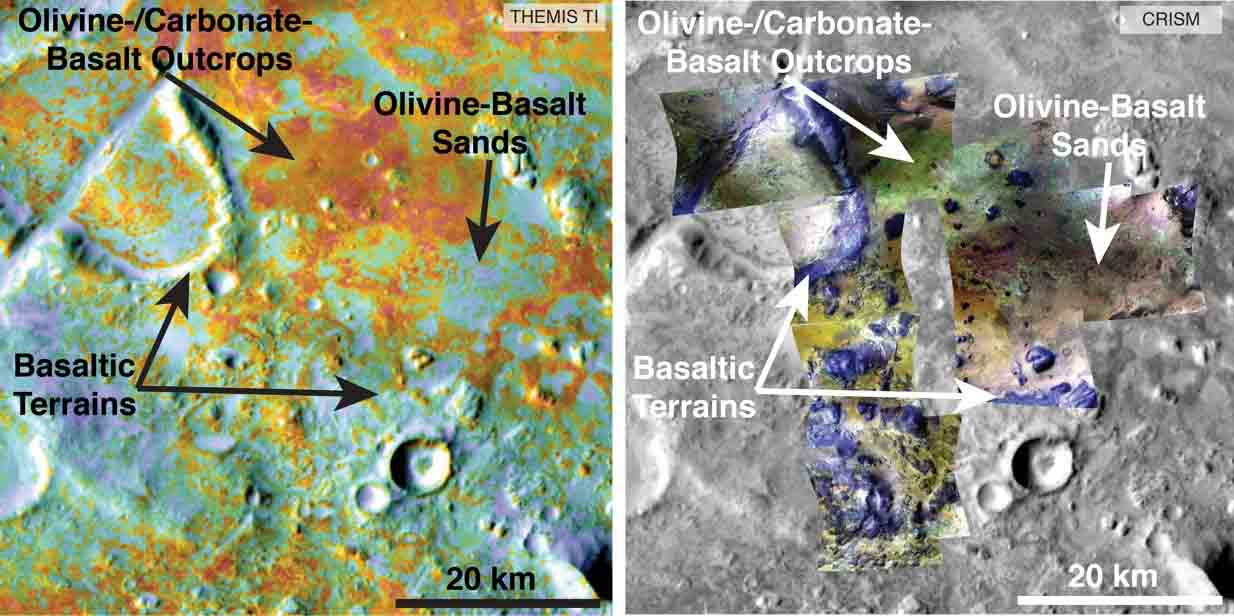
Estimación del carbono en la región de las llanuras de Nili Fossae de Marte a partir de orbitadores (2 de septiembre de 2015).

La evidencia de carbonatos en Marte se descubrió por primera vez en 2008. Anteriormente, la mayoría de los instrumentos de detección remota como OMEGA y THEMIS, sensibles a las características espectrales de emisividad infrarroja de los carbonatos, no habían sugerido la presencia de afloramientos de carbonato, al menos en las escalas espaciales de 100 mo más gruesas disponibles a partir de los datos devueltos.
Aunque omnipresente, un estudio de 2003 de carbonatos en Marte mostró que están dominados por magnesita (MgCO3) en el polvo marciano, tenían fracciones de masa inferiores al 5% y podrían haberse formado en las condiciones atmosféricas actuales. Además, con la excepción del componente de polvo superficial, en 2007 ninguna misión in situ había detectado carbonatos, aunque el modelo mineralógico no descartaba pequeñas cantidades de carbonato de calcio en las rocas de la clase Independence de Husband Hill en el cráter Gusev.